# وادي العربيين
وادي العربيين هو وادي يشق أخدود هائل عميق في خاصرة هضبة جبال الحجر الشرقي، تتميز المنطقة بغزارة ونقاوة المياه حيث تتواجد بالوادي برك مائية عميقة، يتكون وادي العربيين من أربع قرى تتوزع على ضفتيه، وتشتهر هذه القرى بزراعة النخيل والموز والليمون والمانجو.

## الموقع
يقع الوادي في محافظة مسقط ويبعد 3 كيلومترات عن مركز ولاية قريات على الطريق المتجه ناحية قرى فنس وبمّة.

### طرق الوصول
يمكن الوصول إلى وادي العربيين عبر طريقين:

#### الطريق الأول
يأتي بعد تجاوز مدخل ولاية قريات من الطريق الساحلي (قريات- صور) بكيلومترات يجد القادم من مسقط لوحةً على الجهة اليمنى، ثم يسلك الطريق المعبد الذي ينتهي بتقاطعٍ ترابي، ينعطف بعدها يساراً، ويواصل المسير عبر طريقٍ ترابي متعرج، يلزم أخذ الحذر والانتباه والحيطة فيه، خاصة في ظل وجود بعض الوعورة، ويمتد 17 كيلومتراً، حتى يستشرف الزائر قرية البطحاء من عقبة الجبل، وهي أولى التقاسيم التي تشد الانتباه للمكان، وبعدها يصل إلى بداية الوادي حيث البركة المائية.

#### الطريق الثاني
عبر قرية ضباب، من خلال طريقٍ ترابي يبلغ 12 كيلومتراً، وهو أسلك وأسهل من الطريق الأول، يمر على مناظر طبيعية رائعة، ابتداءً من مدخل الوادي الذي يقصده الكثيرون من فئة الشباب لغرض الاستحمام، هذا الطريق يمر على عددٍ من القرى الصغيرة كالصليفي والفرع والحيل حتى يصل إلى قرية البطحاء ملتقى الطريقين.

## التضاريس

### الأفلاج
على الميمنة، طريق الفلج عبر ممراتٍ زراعية، تنطلق عبره رحلات هواة المشي وتسلق الجبال، وهو طريقٌ محفوفٌ بأشجار المانجو والليمون والموز والنخيل، مروراً على جداول الفلج الجبلية، وصولاً إلى وادي النمير، وسط مجرى الوادي الذي يجري بتدفقٍ في بعض أركانه. يوجد بالوادي أربعة أفلاجٍ غيلية وهي فلج مطاح وفلج العقة وفلج الناقمة وفلج الحيلة إضافة إلى أفلاجٍ مهمةٍ أخرى كفلج البطحاء وفلج حيل القواسم وفلج الصليفي وفلج الفرع، جميعها تسقي المدرجات الزراعية.

### البحيرة
في نهاية الوادي تجتمع المياه مكونةَ بحيرة طويلة ممتدة، البحيرة تلعب دوراً مهماً في استقطاب الزوار، كما أن بلدية مسقط قامت بوضع لائحة كبيرة تحذر من السباحة فيها لمن لا يجيد السباحة، فهي عميقةٌ جداً، وتتصل البحيرة بشلال يصب بغزارةٍ وبقوة في البحيرة.